# Nautilocalyx pemphidius
Nautilocalyx pemphidius är en tvåhjärtbladig växtart som beskrevs av L.E. Skog. Nautilocalyx pemphidius ingår i släktet Nautilocalyx och familjen Gesneriaceae. Inga underarter finns listade i Catalogue of Life.